# Sex Pistols (manga)
Sex Pistols è un manga josei di genere yaoi scritto e disegnato da Tarako Kotobuki; è stato pubblicata a partire dal 2003 in undici volumi. Nel 2010 è stato adattato in un OAV di due episodi.
La premessa della storia è che il 30% degli esseri umani non discende dalle scimmie, bensì da altri animali (cani, gatti, orsi, draghi e serpenti), queste persone vengono denominate Zoomans e possono incrociarsi - sia tra di loro che con altri umani - solamente mediante l'utilizzo di un simbionte.

## Trama
Norio è un ragazzo normale fino al giorno in cui ha un incidente che lo porta quasi alla morte. Dal suo risveglio in ospedale vede le persone sotto forma di animali, più che altro scimmie, che nel treno lo iniziano a molestare sessualmente finché, mentre scappa, cade dalle scale su una persona di nome Kunimasa Madarame, il rampollo della famiglia Madarame che dopo averlo annusato per un po' lo porta nel bagno della stazione e iniziano un atto sessuale che non viene completato per fortuna di Norio. Il giorno dopo Kunimasa compare a casa di Norio presentandosi come un suo senpai che gli deve restituire un oggetto e gli spiega quello che sta succedendo.

## Personaggi
Norio Tsuburaya (つぶらや ノリお?, Tsuburaya Norio)
Doppiato da: Chihiro Suzuki (drama CD), Hiro Shimono (OAV)
Studente liceale sedicenne, è uno Zooman ed ama Kunimasa. A seguito di un incidente accadutogli incomincia a vedere gli altri in forma di animali. È una miscela di gatto e scimmia.
Kunimasa Madarame (まだらめ くにまさ?, Madarame Kunimasa)
Doppiato da: Kiyoyuki Yanada (drama CD), Yoshihisa Kawahara (OAV)
Compagno di Norio e studente senior nella sua stessa scuola. Di carattere stoico e anche, a volte, abbastanza presuntuoso; i suoi sentimenti nei confronti di Norio sono genuini. Molto intelligente, è il fratellastro di Yonekuni. Si può trasformare in un giaguaro.
Yonekuni Madarame (まだらめ よねくに?, Madarame Yonekuni)
Doppiato da: Takehito Koyasu (drama CD), Tomokazu Sugita (OAV)
Fratello maggiore di Kunimasa per parte di madre, è per metà coccodrillo. Porta un odio estremo per tutte le cose di sesso maschile - tranne che se stesso ed il suo amico Fujiwara - e per tale motivo, cercando d'insegnar a Norio a nascondere i suoi feromoni, lo costringe ad indossare abiti da ragazza. Dopo che Fujiwara gli salva la vita, comincia a dormire assieme a lui.
Shiro Fujiwara (ふじわら しろ?, Fujiwara Shiro)
Doppiato da: Daisuke Hirakawa (drama CD), Wataru Hatano (OAV)
Figlio adottivo, non ha mai conosciuto i propri genitori naturali. Unico vero amico nonché amante di Yonekuni. Presidente del consiglio studentesco, è per metà un cane lupo.

## Media

### Manga
Il manga, scritto e disegnato da Tarako Kotobuki, viene serializzato dal 10 gennaio 2003 sulla rivista Be × Boy edita prima da Biblos e poi da Libre Shuppan. I vari capitoli vengono in volumi tankōbon dal 10 gennaio 2004.
In Italia la serie viene pubblicata da Magic Press Edizioni nella collana 801 dal 16 giugno 2012.

#### Volumi
| Nº | Data di prima pubblicazione                      | Data di prima pubblicazione                                | Data di prima pubblicazione | Data di prima pubblicazione |
| Nº | Giapponese                                       | Giapponese                                                 | Italiano                    | Italiano                    |
| -- | ------------------------------------------------ | ---------------------------------------------------------- | --------------------------- | --------------------------- |
| 1  | 10 gennaio 2004 (Biblos) 1º giugno 2007 (Libre)  | ISBN 4-8352-1544-3 (Biblos) ISBN 978-4-86263-196-1 (Libre) | 16 giugno 2012              | ISBN 978-88-7759-553-9      |
| 2  | 10 giugno 2004 (Biblos) 30 giugno 2007 (Libre)   | ISBN 4-8352-1606-7 (Biblos) ISBN 978-4-86263-214-2 (Libre) | 29 settembre 2012           | ISBN 978-88-7759-554-6      |
| 3  | 8 gennaio 2005 (Biblos) 1º agosto 2007 (Libre)   | ISBN 4-8352-1699-7 (Biblos) ISBN 978-4-86263-236-4 (Libre) | 9 febbraio 2013             | ISBN 978-88-7759-555-3      |
| 4  | 8 luglio 2005 (Biblos) 1º settembre 2007 (Libre) | ISBN 4-8352-1770-5 (Biblos) ISBN 978-4-86263-254-8 (Libre) | 6 aprile 2013               | ISBN 978-88-7759-556-0      |
| 5  | 9 dicembre 2006 (Biblos) 9 dicembre 2006 (Libre) | ISBN 4-86263-086-3 (Biblos) ISBN 4-86263-086-3 (Libre)     | 27 luglio 2013              | ISBN 978-88-7759-557-7      |
| 6  | 9 ottobre 2010                                   | ISBN 978-4-86263-854-0                                     | 8 febbraio 2014             | ISBN 978-88-7759-558-4      |
| 7  | 10 giugno 2013                                   | ISBN 978-4-7997-1299-3                                     | 30 luglio 2016              | ISBN 978-88-7759-947-6      |
| 8  | 10 aprile 2014                                   | ISBN 978-4-7997-1452-2                                     | 31 gennaio 2017             | ISBN 978-88-7759-890-5      |
| 9  | 10 giugno 2016                                   | ISBN 978-4-7997-2970-0                                     | 30 ottobre 2019             | ISBN 978-88-6913-556-9      |
| 10 | 9 febbraio 2019                                  | ISBN 978-4-7997-3863-4                                     | 22 maggio 2020              | ISBN 978-88-6913-598-9      |
| 11 | 24 marzo 2023                                    | ISBN 978-4-7997-6182-3                                     | 19 ottobre 2023             | ISBN 978-88-6913-981-9      |

### Drama CD
Geneon ha pubblicato quattro drama CD dedicati a Sex Pistols. Tutti e quattro presentano le voci dei doppiatori: Hiroki Takahashi, Jūrōta Kosugi, Sayaka Ōhara, Kentarō Itō, Kōji Yusa e Naoki Bandō. Il primo disco è stato pubblicato il 27 novembre 2004, il secondo il 26 marzo 2005, il terzo il 24 febbraio 2006 e il quarto e ultimo è stato messo in commercio il 25 aprile 2008.

### OAV
Il manga è stato adattata in una miniserie OAV di due episodi. Il primo volume è stato messo in vendita il 26 marzo 2010 mentre il secondo è uscito il 27 aprile 2011.

## Accoglienza
Casey Brienza di Anime News Network elogia il manga come "la serie di manga BL più originale e strana sul mercato oggi". Margaret O'Connell di Sequential Tart critica il manga per le occasionali "teste sproporzionatamente piccole" dei suoi personaggi. Sandra Scholes di ActiveAnime elogia l'aspetto grafico "abilmente disegnato" del manga. Leroy Douresseaux di Comic Book Bin critica il manga che si avvicina all'argomento "Zoomanzia", definendolo "contorto e non così interessante". Jessica Bauwens-Sugimoto, ha ritenuto che Sex Pistols fosse una storia di culto, essendo "così brutto e bello". Tematicamente, Bauwens-Sugimoto ritiene che l'autore giochi con, ma alla fine rafforzi, i tropi di "come l'attrattiva (femminile) dipende dalla fertilità, lo stalking è il vero amore, e le donne inducono gli uomini a metterle incinta per intrappolarle".